# Leptastrea transversa
Leptastrea transversa är en korallart som beskrevs av Carl Benjamin Klunzinger 1879. Leptastrea transversa ingår i släktet Leptastrea och familjen Faviidae. IUCN kategoriserar arten globalt som livskraftig. Inga underarter finns listade i Catalogue of Life.